# Gary W. Janak
Gary Wayne Janak (El Campo, 22 de março de 1962) é prelado norte-americano da Igreja Católica Romana. Atualmente é bispo-auxiliar da Arquidiocese de San Antonio, no Texas.

## Biografia
Janak nasceu em El Campo, Texas, o terceiro dos quatro filhos de Rose Marie e Josephat "Joe" Janak, este de ascendência tcheca, falecido em 1998, vítima de câncer cerebral. A família viveu durante seis anos em East Lake antes de se instalarem definitivamente em Palacios.
Após concluir o ensino médio em 1980, frequentou a Wharton County Junior College por um ano antes de se transferir para a Universidade do Texas. Em 1982, entrou para o Seminário do Imaculado Coração de Maria em Santa Fé, Novo México, como um dos cinco seminaristas da recém-criada Diocese de Victoria. Em 1983, recebeu diploma de bacharel em História e começou sua formação teológica no Seminário da Assunção em 1984. Posteriormente, obteve seu diploma de magister divinitatis da Escola Oblata de Teologia em 1998.
Janek foi ordenado presbítero para a Diocese de Victoria em 14 de maio de 1988. Posteriormente, ele obteve sua licenciatura em Jurisprudência Canônica da Universidade Católica da América em Washington, D.C., em 1995 e seu mestrado em Aconselhamento da Universidade de Houston-Victoria em 1997.
Durante seu presbiterato na Diocese de Victoria, foi vigário paroquial da Catedral de Nossa Senhora da Vitória (1988-1990); presbítero residente na Igreja de Nossa Senhora de Lourdes em Victoria (1990-1994); pároco da Paróquia São José em Yoakum (1994-2003); pároco de São Filipe Apóstolo em El Campo (2003-2013); administrador da Paróquia da Natividade da Bem-Aventurada Virgem Maria em Nada e da Paróquia São João em Nova Taiton (2006); reitor da catedral (a partir de 2013).
As nomeações canônicas e outras nomeações oficiais na diocese incluem as de juiz e advogado no Tribunal Matrimonial (1988-2021); defensor do vínculo para o tribunal de apelação das dioceses do Texas (1993); diretor do Programa de Diaconato Permanente (1990-1995); vice-reitor (1995-2012); diretor vocacional e diretor de seminaristas (1990-1996); membro do Conselho de Revisão diocesano (2002-2021); coordenador diocesano de Pastoral (2004-2016); vigário forâneo do Reitor de El Campo (2007-2013); membro do Colégio de Consultores de (1993-1999 e 2007-2021); membro do conselho presbiteral diocesano (1993-1999, 2004-2021); conselheiro do Comitê Diocesano de Párocos (2002-2014); e membro do Conselho de Administração do Programa de Pensão do Clero (2005-2011).
Foi eleito administrador da Diocese de Victoria de 27 de abril a 29 de junho de 2015, entre a renúncia de Dom David Fellhauer e ordenação episcopal de Dom Brendan Cahill.
Além de seu ministério paroquial e de chancelaria, Janak serviu em várias ocasiões desde 1988 em uma missão na Nicarágua e com a equipe da Missão Médica Faith in Practice na Guatemala.
Em 15 de fevereiro de 2021, O Papa Francisco nomeou Janak bispo auxiliar para a Arquidiocese de San Antonio, preconizando-lhe a sé episcopal titular de Dionisiana. Recebeu a sagração episcopal por imposição das mãos do ordinário de San Antonio, Dom Gustavo García-Siller, tendo Brendan Cahill, de Victoria, e Dom Michael Joseph Boulette, também bispo-auxiliar de San Antonio, como co-consagrantes, na Catedral Arquidiocesana de São Marcos Evangelista.